# Gigi D'Agostino
Gigi d'Agostino (născut la 17 decembrie, 1967) nume de scenă al lui Luigino Celestino Di Agostino, este un DJ italian, re-mixer și producător de muzică. În 1986 și-a început cariera de DJ cu muzică Italo Dance, și a lansat primul său mixaj "Psychedelic".

## Biografie
Născut în Torino, Gigi a trăit copilărie plină de evenimente între orașul său natal și Brescia. Ca și copil, Gigi întotdeauna avea un mare vis: să fie cineva în lumea muzicii disco.
Prima piesă muzicală lansată de D'Agostino a fost "Noise Makers Theme", producție condusă de compozitorul de house italian Gianfranco Bortolotti. D'Agostino a lucrat în anii care au urmat cu Daniele Gas, dar și cu echipa de producție a lui Mauro Picotto.
Single-lul lui din 1999 "Bla bla bla" a devenit un mare hit european. A descris acest single ca fiind "o piesa pe care am compus-o gândindu-mă la oamenii care vorbesc fără să spună nimic". Alte single hit-uri ale lui sunt: "L'Amour Toujours", "Another Way", "La Passion", "The Riddle", "Carillon", "Goodnight", și mai recent "Silence".
Ca și DJ, Gigi d'Agostino este cunoscut ca și unul dintre pionerii "Mediterranean Progressive Dance (Dance Progresiv Mediteranean)", gen muzical care constă în sunete minimalizate, melodii latine, în special melodii mediteraneene. Ca și producător, punctul forte a lui Gigi D’Agostino - sau "Gigi Dag", pseudonim pe care îl folosește in cluburi - constă în transformarea unei piese, originar destinată doar cluburilor disco, într-un succes pentru publicul larg.
După succese precum "Sweetly", s-a alăturat echipei lui Gianfranco Bortolotti, directorul general al casei de discuri Media Records și a urcat brusc în topul hit-urilor. Single-lul său "Fly", lansat în 1996, a ajuns în topul vânzărilor în Italia. Acesta a fost urmat de single-lul "Gigi's Violin".
În perioada următoare Gigi D'Agostino a lansat piesa "Angel's Symphony", împreună cu Mauro Picotto, un prieten de la Media Records. Cel mai mare proiect al său a fost albumul care îi poartă numele "Gigi D'Agostino", care conține 19 piesa, și a fost vândut în peste 60.000 de exemplare.
În 1997 a lansat single-lul "Gin Lemon", urmat de "Elisir (Your Love)" (1998), "Cuba Libre" (1999) și "Bla Bla Bla" (1999). Mai încolo a lansat albumul "Eurodance Compilation" care a conținut 5 piese nepublicate. Cu această compilație a câștigat Discul de Platină și a fost premiat cu premiul pentru "Cel mai bun producător al anului 1999" la Premiile Italian Dance. În octombrie, Gigi D’Agostino a lansat un nou hit: "Another Way".
În 1999 albumul său, L'Amour Toujours (lansat în Statele Unite în 2001) și care include 23 de piese pe două CD-uri, i-a adus poziția 10 în topul vanzărilor în Italia și ca urmare a câștigat un alt Disc de Platină.
După atingerea succesului, stilul muzical a lui Gigi D'Agostino s-a schimbat, sunetele au devenit mai melodioase, la jumătatea drumului dintre stilul house și cel progresiv, cu sonorizări mai melodioase, mai energice și cu ritmuri mai puțin obsesive, stil cunoscut sub denumirea de Italodance.

## Anii 2000
În 2000, varianta lui a piesei lui Nik Kershaw "The Riddle" s-a vândut în Germania în peste 1.000.000 de exemplare, și 200.000 de exemplare în Franța. De asemenea, a lansat albumul "Tecno Fes" (august 2000) și Tecno Fes E.P. Vol. 2 (decembrie 2000).
În 2001 a lansat "L'Amour Toujours E.P.", care conține 3 piese: doua noi versiuni a piesei "L'amour Toujours" și "Un giorno credi", un single creat în colaborare cu Edoardo Bennato. "Un giorno credi" a atins topul hit-urilor în Italia și a devenit unul dintre cele mai ascultate piese din rețelele de muzică naționale și internaționale. A fost de asemenea premiat cu premiul pentru "Cel mai bun DJ-producător al anului" la "Premiile Red Bull" din Italia.
În 2001 a lansat hit-ul "Super", ca rezultat al unei colaborări cu Albertino (un artist Italian), care i-a adus premiul pentru "Cel mai bun producător dance" la PIM (Premiile italiene muzicale); și "Premiul publicului" la premiile daneze în Copenhaga. În decembrie a lansat "Il Grande Viaggio", o compilație a pieselor sale favorite, incluzând vechi piese electronice și noi ritmuri și melodii. Ca rezultat, a fost premiat cu premiul pentru "Cel mai bun producător dance" la "Premiile dance Italia". 
În 2003 a lansat single-lul "Ripassa", un hit foarte important pentru producțiile sale următoare. Această piesă este cu un tempo mai redus și cu niște influențe techno.
În iulie 2004, compilația sa "Euro Dance" i-a adus certificare de platină cu 120.000 de copii vândute în câteva săptămâni.
Gigi D'Agostino a mixat în cluburi renumite din Europa incluzând Italia, Spania, Franța, Olanda, Republica Cehă, Germania, Elveția și Anglia (în 1996 a mixat împreună cu Mauro Picotto la Ministerul Sunetului din Londra).
În 2006 și-a creat propria marcă, numită "Noisemaker Hard", pentru a diferenția noul de vechiul său stil de muzică lansat sub marca "Noisemaker".
În 2007 Gigi a creat un nou stil de muzică: "Lento Violento". Acest nou stil se caracterizează printr-un tempo lent și o puternică influență techno. Ca rezultat, lento violento este un stil "lent" și "violent". A lansat albumul "Lento Violento e Altre Storie", o compilație pe două CD-uri care conțin 35 din noile sale piese lento violento. Cel mai important hit este "Ginnastica Mentale". După câteva luni, a lansat compilația "La musica che pesta" sub pseudonimul "Lento Violento Man" pe două CD-uri cu un total de 38 de piese neremixate.

## Discografie
| Albume de studio - Gigi D'Agostino (1996) - A Journey Into Space (1996) - The Greatest Hits (1996) - Gin Lemon EP (1997) - L'Amour Toujours (1999) - Tecno Fes EP (2000) - Tecno Fes vol. 2 (2000) - Underconstruction 1: Silence E.P. (2003) - L'Amour Toujours II (2005) | Compilații - Il programmino di Gigi D'agostino (2003) - Laboratorio 1 (2004) - Laboratorio 2 (2005) - Laboratorio 3 (2005) - Disco Tanz (2005) - Some Experiments (2006) - Lento Violento e Altre Storie (2007) - La Musica Che Pesta (2007) | Mixaje DJ - Dreamhouse 1: Le Voyage 96 (1996) - Le Voyage Estate (1996) - Progressiva Dream Music (1996) - Hard Beat vol. 1: Journey Into Darker Dreams (1997) - Progressive Hyperspace (1997) - Eurodance '99 (2000) - Il Grande Viaggio Vol. 1 (2001) - Yorin FM Dance Experience 2002 (cd 3 only) (2002) - Live At Altromondo (Exclusive Edition) (2003) - Live At Altromondo Part II (Exclusive Edition) (2004) - Benessere 1 (2004) |

| Single-uri - 1995: - "Sweetly" - "New Years Day" - "Gigi's Violin / Elektro Message" - "Fly" - "Angel's Simphony" - 1997 - "Music (An echo deep inside)" - "Gin Lemon" - 1998 - "Elisir (Your Love)" - 1999 - "The Riddle Remix" - "La Passion Remix" - "The Riddle feat. Bla Bla Bla" - "Cuba Libre" - "Bla Bla Bla" - "Another Way" | Single-uri continuare - 2000 - "The Riddle" - "La Passion" - "Reanimator feat. Vanilla Ice - Ice ice baby 2001" (Remix) - "L'Amour Toujours" - 2001 - "Super" (cu Albertino) - "Magic Box - Carillon" (remix) - 2002 - "Put on your red shoes" (remix) - "Te Aviso,Te Anuncio" (remix) - 2004 - "Silence" - "Gigi & Molly - Con il nastro rosa" - "Gigi's Goodnight"' (Gigi D'agostino & Pandolfi) - "Summer of Energy" | Single-uri continuare - 2005 - "Wellfare" - "I Wonder Why" - 2006 - "L'Amour Toujours (I'll Fly With You)" |